# País de Aslan
El País de Aslan es un lugar mencionado en Las Crónicas de Narnia de C.S. Lewis. Este país es el hogar de Aslan, el hijo del Emperador más allá de los Mares. Es descrito como una serie de montañas muy altas, pero sin nieve o hielo. Además, tiene un cielo azul, pájaros coloridos y pasto fresco. Hay entradas al país de Aslan desde todos los mundos, incluyendo Narnia y la Tierra. El país de Aslan está localizado al Oriente de Narnia, detrás del Sol naciente.